# In the Dutch Mountains (nummer)
In the Dutch Mountains is een nummer van de Nederlandse band Nits (destijds nog The Nits geheten). Het nummer verscheen op hun gelijknamige album uit 1987. Op 21 september van dat jaar werd het nummer uitgebracht als de eerste single van het album.

## Achtergrond
Net zoals de rest van het album In the Dutch Mountains, gaat ook het titelnummer over de jeugd van zanger Henk Hofstede in Amsterdam. Hij zingt het nummer vanuit het oogpunt van een jonge jongen die uit de stad vertrekt en voor hem onbekend terrein ontdekt. Hofstede vertelde hierover: "Vroeger hingen landkaarten van Nederland in ons klaslokaal. Daarop werd vanaf de grens alles wit afgebeeld. Duitsland was dus een grote witte vlek. Destijds voor mij - en velen met mij - een onbekende wereld. Ik dacht dat daar al bergen kwamen. Die verbeeldingskracht en dat ongewisse hoort bij opgroeien. Het heeft iets aantrekkelijks en gevaarlijks. Dat zit in de titel verpakt."
Het nummer bevat een sample waarin een man in gebrekkig Engels "mountes" in plaats van "mountains" zegt. Hofstede haalde deze sample uit een interview van een filmmaker waar hij vaak mee samenwerkte. Deze filmmaker maakte documentaires over de hele wereld, en in een van deze interviews kwam een man uit Zuidoost-Azië aan het woord die het woord uitsprak. Hofstede zei hierover: "Ik had het gevoel dat we die sample ergens in het nummer moesten gebruiken. Deze totaal 'weirde' ingreep werkte wonderbaarlijk. Binnen de korte tijd werd het een belangrijk onderdeel van het nummer. Het was voor velen een verrassing, want destijds werden er nog niet veel gesproken woordsamples in popmuziek gebruikt. Het was immers nog ver voordat hiphop kwam opzetten."
De videoclip van In the Dutch Mountains is door de bandleden zelf gemaakt. In deze clip zijn onder anderen een roeier en een fietser te zien. De beelden van de roeier zijn opgenomen op de Noorder Ganssloot nabij Jisp; drummer Rob Kloet zit zelf in deze roeiboot. De beelden van de fietser zijn opgenomen in het Amsterdamse stadsdeel Watergraafsmeer, in de straten waarin Hofstede, die op de fiets zit, is opgegroeid. In eerste instantie zag platenmaatschappij Columbia niets in de videoclip, maar aangezien MTV dat jaar begon met uitzenden in Europa, kreeg de clip grote bekendheid in meerdere landen.. In Nederland werd de videoclip destijds op televisie uitgezonden door de popprogramma"s AVRO's Toppop, Countdown van Veronica en Popformule van de TROS.
In the Dutch Mountains was in Nederland op dinsdag 29 september 1987 de 5e Parkeerschijf bij de VARA op Radio 3 en werd een radiohit in de destijds twee landelijke hitlijsten op de nationale publieke popzender. De plaat was na Nescio, de op een na grootste hit van The Nits in de Nederlandse Top 40, met een 14e positie als hoogste notering. In de Nationale Hitparade Top 100 kwam de plaat niet verder dan de 21e positie. In de Europese hitlijst, de TROS Europarade, werd géén notering behaald, aangezien deze lijst op donderdag 25 juni 1987 voor de laatste keer werd uitgezonden op Radio 3.
In België werd de plaat wel gedraaid op de landelijke radiozenders, maar bereikte desondanks niet de voorloper van de Vlaamse Ultratop 50, de Vlaamse Radio 2 Top 30 en de Waalse hitlijst.
De plaat was ook succesvol in een aantal andere Europese landen, waarbij een 3e positie in Oostenrijk de hoogste notering was voor de plaat.
Begin 1995 nam de band, samen met Freek de Jonge onder de naam Frits, een Nederlandstalige versie van de plaat op onder de titel Dankzij de dijken. Deze versie bereikte de Nederlandse Top 40 op destijds Radio 538 niet, maar bleef steken op de 6e positie in de Tipparade. Wél bereikte deze versie een 14e positie in de publieke hitlijst; toentertijd de Mega Top 50 op Radio 3FM.
In België behaalde deze single géén notering in zowel de beide Vlaamse hitlijsten als de Waalse hitlijst.

## Hitnoteringen

### Nederlandse Top 40
| Hitnotering: 24-10-1987 t/m 12-12-1987 | Hitnotering: 24-10-1987 t/m 12-12-1987 | Hitnotering: 24-10-1987 t/m 12-12-1987 | Hitnotering: 24-10-1987 t/m 12-12-1987 | Hitnotering: 24-10-1987 t/m 12-12-1987 | Hitnotering: 24-10-1987 t/m 12-12-1987 | Hitnotering: 24-10-1987 t/m 12-12-1987 | Hitnotering: 24-10-1987 t/m 12-12-1987 | Hitnotering: 24-10-1987 t/m 12-12-1987 | Hitnotering: 24-10-1987 t/m 12-12-1987 |
| Week                                   | 1                                      | 2                                      | 3                                      | 4                                      | 5                                      | 6                                      | 7                                      | 8                                      |                                        |
| -------------------------------------- | -------------------------------------- | -------------------------------------- | -------------------------------------- | -------------------------------------- | -------------------------------------- | -------------------------------------- | -------------------------------------- | -------------------------------------- | -------------------------------------- |
| Positie                                | 35                                     | 27                                     | 15                                     | 15                                     | 14                                     | 18                                     | 30                                     | 40                                     | uit                                    |

### Nationale Hitparade Top 100
| Hitnotering: 17-10-1987 t/m 26-12-1987 | Hitnotering: 17-10-1987 t/m 26-12-1987 | Hitnotering: 17-10-1987 t/m 26-12-1987 | Hitnotering: 17-10-1987 t/m 26-12-1987 | Hitnotering: 17-10-1987 t/m 26-12-1987 | Hitnotering: 17-10-1987 t/m 26-12-1987 | Hitnotering: 17-10-1987 t/m 26-12-1987 | Hitnotering: 17-10-1987 t/m 26-12-1987 | Hitnotering: 17-10-1987 t/m 26-12-1987 | Hitnotering: 17-10-1987 t/m 26-12-1987 | Hitnotering: 17-10-1987 t/m 26-12-1987 | Hitnotering: 17-10-1987 t/m 26-12-1987 | Hitnotering: 17-10-1987 t/m 26-12-1987 |
| Week                                   | 1                                      | 2                                      | 3                                      | 4                                      | 5                                      | 6                                      | 7                                      | 8                                      | 9                                      | 10                                     | 11                                     |                                        |
| -------------------------------------- | -------------------------------------- | -------------------------------------- | -------------------------------------- | -------------------------------------- | -------------------------------------- | -------------------------------------- | -------------------------------------- | -------------------------------------- | -------------------------------------- | -------------------------------------- | -------------------------------------- | -------------------------------------- |
| Positie                                | 49                                     | 33                                     | 26                                     | 21                                     | 21                                     | 23                                     | 25                                     | 34                                     | 42                                     | 76                                     | 92                                     | uit                                    |

### NPO Radio 2 Top 2000
| Nummer met noteringen in de NPO Radio 2 Top 2000 | '99 | '00 | '01 | '02 | '03 | '04 | '05 | '06 | '07 | '08 | '09 | '10 | '11 | '12 | '13 | '14 | '15 | '16 | '17 | '18 | '19 | '20 | '21 | '22 | '23 | '24 |
| ------------------------------------------------ | --- | --- | --- | --- | --- | --- | --- | --- | --- | --- | --- | --- | --- | --- | --- | --- | --- | --- | --- | --- | --- | --- | --- | --- | --- | --- |
| In the Dutch Mountains                           | 437 | 363 | 390 | 636 | 250 | 483 | 486 | 458 | 697 | 477 | 408 | 316 | 493 | 494 | 588 | 524 | 711 | 723 | 675 | 707 | 735 | 689 | 776 | 756 | 820 | 866 |

1. ↑  Een vetgedrukt getal geeft de hoogste notering aan.